# Obe Postmapriis
De (Dr.) Obe Postmapriis is een prijs voor literaire vertalingen in of uit het Fries. De vierjaarlijkse prijs bestaat uit een oorkonde en € 4000 (was € 2000 in 2002). De prijs is genoemd naar de Friese dichter Obe Postma.
De prijs wordt beschikbaar gesteld door Gedeputeerde Staten van Friesland. De prijs is ingesteld in 1984 en werd om de drie jaar uitgereikt. In 2012 was er sprake van stopzetten van de prijs, maar na protesten is het gewijzigd in een vierjaarlijkse prijs. De winnaar wordt bepaald door een vakjury.

## Winnaars
- 2024 - Willem Schoorstra - 'De Poëtyske Edda' - vertaling van de Poëtische Edda naar het Fries.[2]
- 2020 (uitgereikt in 2021) - Jan Popkema - 'It Parfum. Skiednis fan in moardner' (Regaad 2018), vertaling uit het Duits van: 'Das Parfüm. Geschichte eins Mordners', van Patrick Süskind (1985).
- 2016 - Geart Tichelaar - 'Erik of it lyts ynsekteboek' (Regaad 2015) vertaling uit het Nederlands van: 'Erik of het klein insectenboek' van Godfried Bomans (1941).
- 2011 (uitgereikt in 2012) - Anne Tjerk Popkema - De Hobbit (Elikser 2009), vertaling uit het Engels van 'The Hobbit' van J.R.R. Tolkien (1937).
- 2008 - Tryntsje van der Zee - vertaalster van toneelstukken met name voor Tryater
- 2005 - Klaas Bruinsma - voor zijn vertalingen in het gedenkboek van Gysbert Japix, de bundel Lânwurk met de vertaling van Vergilius’ Georgika, en vooral voor zijn vertaling van de Ilias en de Odusseia van Homerus.
- 2002 - Eric Hoekstra - 'Dat sei Zarathustra', vertaling uit het Duits van 'Also sprach Zarathustra' van Friedrich Nietzsche
- 1999 - Jabik Veenbaas - 'Van het Friese land en het Friese leven', vertalingen in het Nederlands van gedichten van Obe Postma
- 1996 - Harke Bremer en Jarich Hoekstra - 'It kwea-each' en 'De boppebazen', vertalingen uit het Nederlands van 'Het boze oog' en 'De bovenbazen' van Marten Toonder
- 1993 - Klaas Bruinsma - vertaling uit het Grieks van drie tragedies van Sophocles (Philoctetes, Kening Oedipus en Oedipus te Colonus)
- 1990 - Douwe Tamminga - vertaling in het Nederlands van verzen van Gysbert Japiks
- 1987 - Toneelgezelschap Tryater (geweigerd) - diverse toneelstukken
- 1984 - Gerben Brouwer (postuum): diverse vertalingen in zijn bundel 'Ljochte nachten'